# خورخه لوئیس سیویرو
خورخه لوئیس سیویرو (انگلیسی: Jorge Luis Siviero؛ زادهٔ ۱۳ مهٔ ۱۹۵۲) بازیکن فوتبال و سرمربی اهل اروگوئه است.
از باشگاه‌هایی که در آن بازی کرده‌است می‌توان به باشگاه فوتبال سرو اشاره کرد.